# Robert Chapuis (évêque)
Pour les articles homonymes, voir Robert Chapuis et Chapuis.
Robert Chapuis, né le 4 avril 1935 à Vescemont et mort le 8 mars 2009 à Caen, est un évêque catholique français, ancien membre des Missions étrangères de Paris et évêque émérite de Mananjary à Madagascar à partir de 1973.

## Repères biographiques
Entré aux Missions étrangères de Paris, Robert Chapuis a été ordonné prêtre le 22 décembre 1962.
Nommé évêque de Mananjary à Madagascar à l'âge de 33 ans le 9 avril 1968, il est ordonné le 23 juin suivant par Gilbert Ramanantoanina (de), évêque jésuite.
Il se retire 5 ans plus tard, le 29 décembre 1973, et renonce à la prêtrise.
Son successeur sera Xavier Tabao Manjarimanana, un Antambahoaka, nommé le 15 décembre 1975 et ordonné le 21 mars suivant.